# Stefan Stambolovo, Veliko Tărnovo
Stefan Stambolovo (în bulgară Стефан Стамболово) este un sat în comuna Polski Trămbeș, regiunea Veliko Tărnovo,  Bulgaria. 

## Demografie
Componența etnică a satului Stefan Stambolovo
     Bulgari (89,69%)
     Turci (5,15%)
     Nicio identificare (5,15%)
     Altele (0%)
La recensământul din 2011, populația satului Stefan Stambolovo era de 194 locuitori. Din punct de vedere etnic, majoritatea locuitorilor (89,69%) erau bulgari, cu o minoritate de turci (5,15%). Pentru 5,15% din locuitori nu este cunoscută apartenența etnică.